# Kina i kinematografia w Bydgoszczy

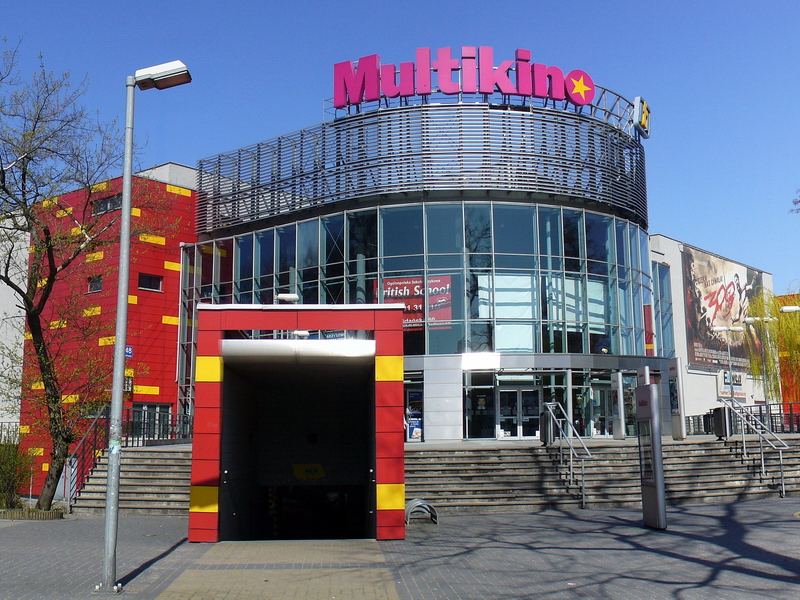
Multikino w Bydgoszczy, zbud. w 2001 roku

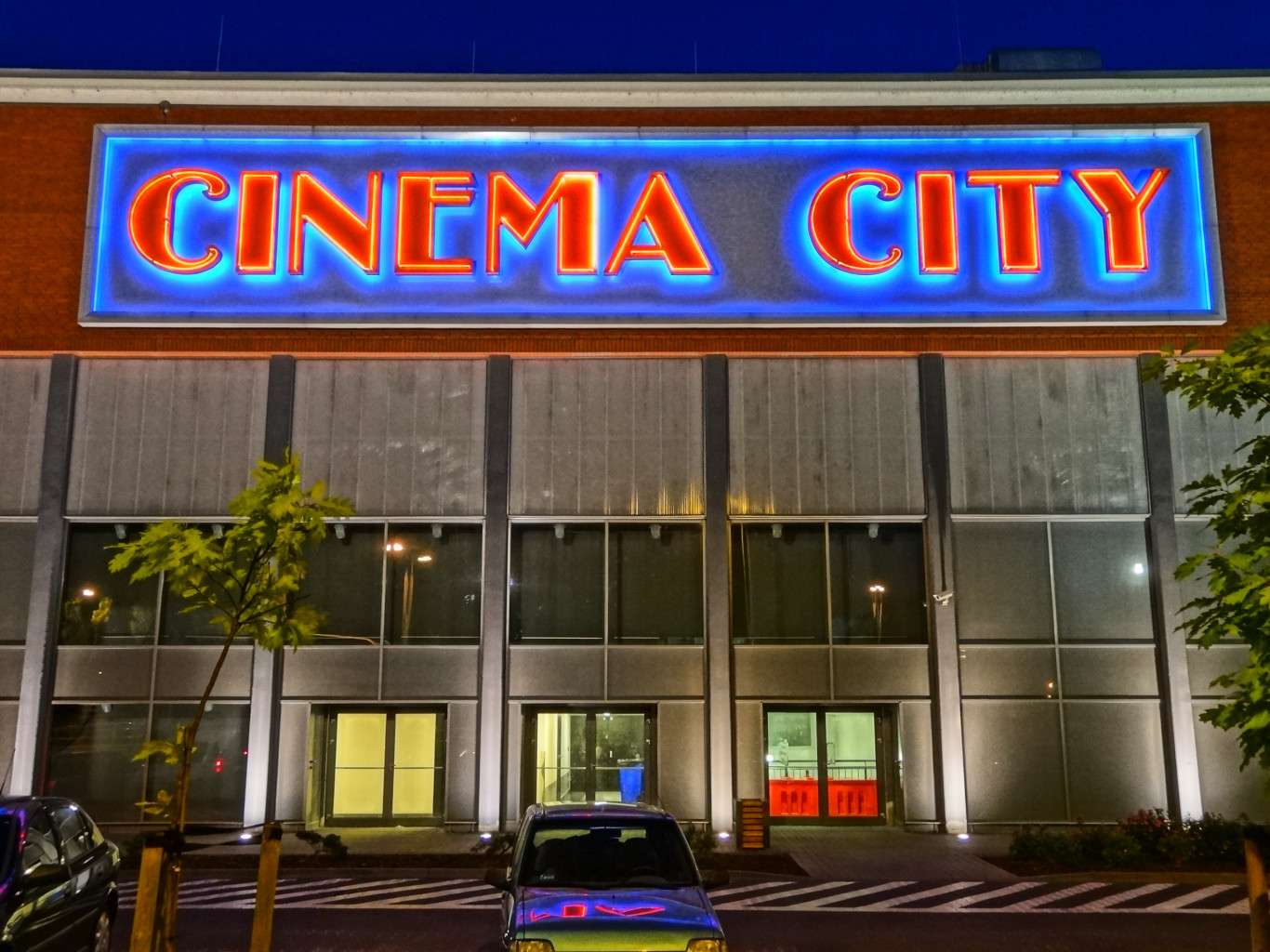
Multipleks Cinema City w kompleksie Focus Mall

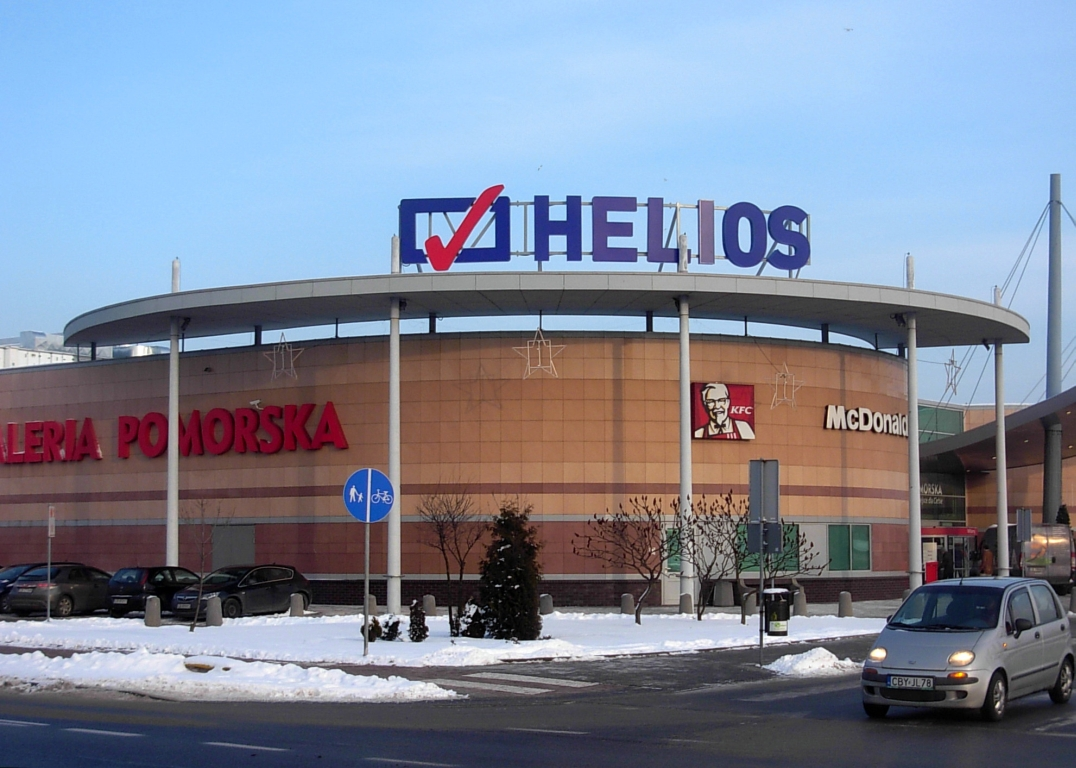
Multipleks Helios w Centrum Handlowym Galeria Pomorska

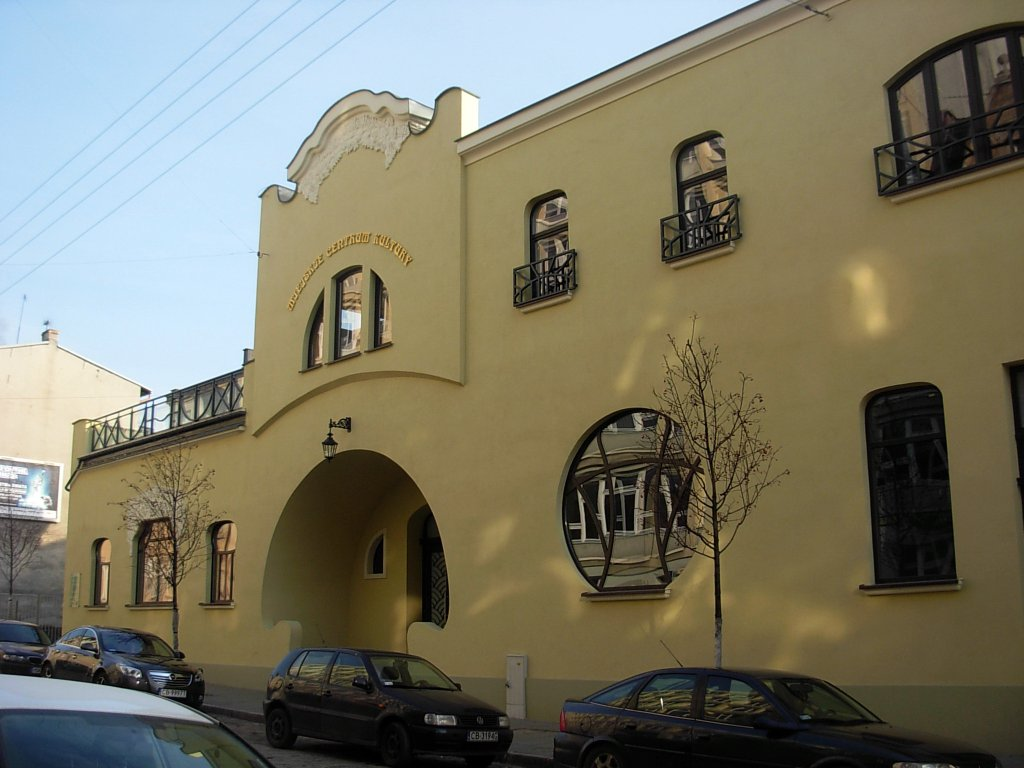
Miejskie Centrum Kultury w Śródmieściu Bydgoszczy, w którym znajduje się m.in. kino studyjne „Orzeł”

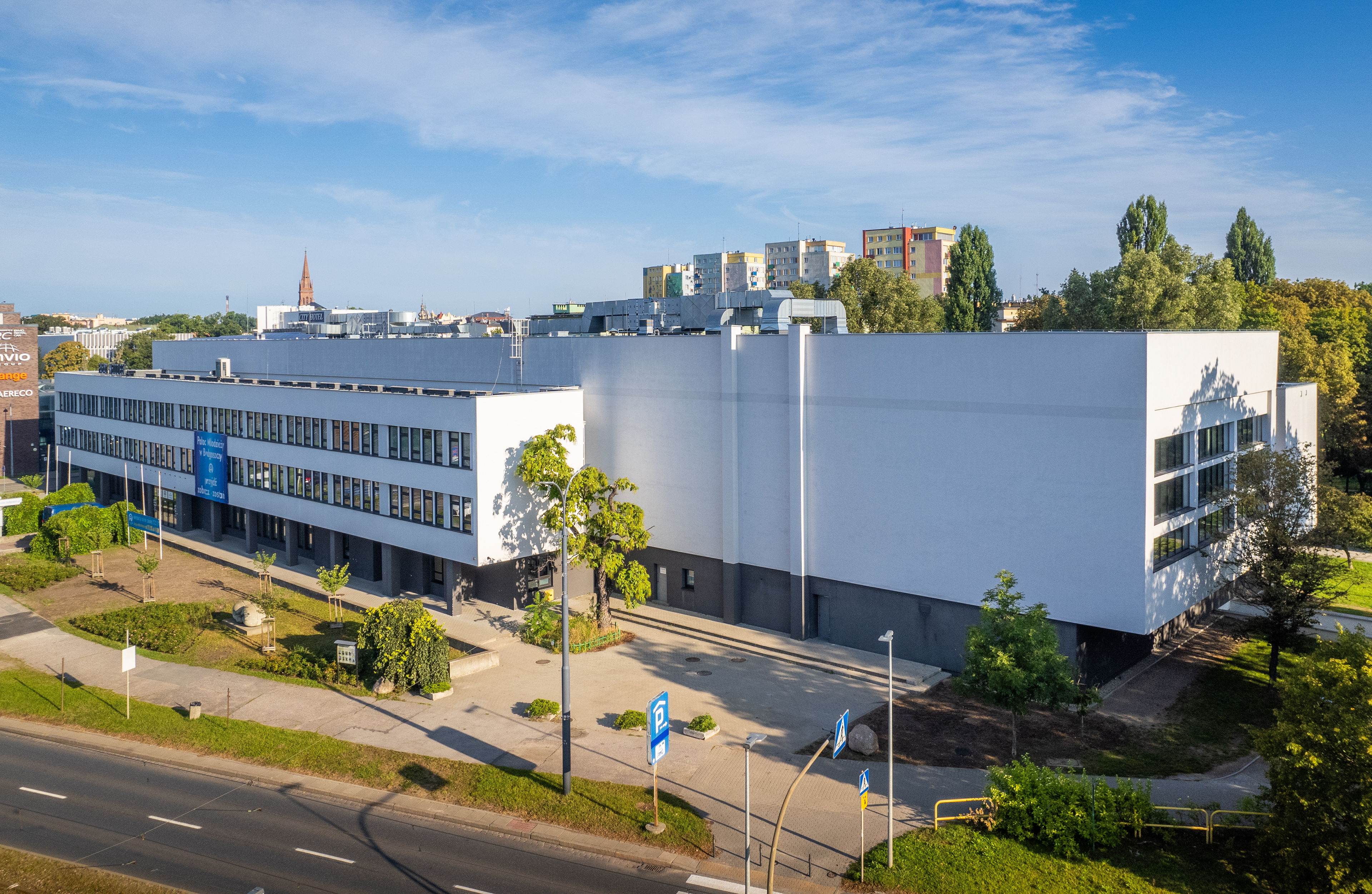
Pałac Młodzieży w Bydgoszczy mieszczący m.in. kino kameralne

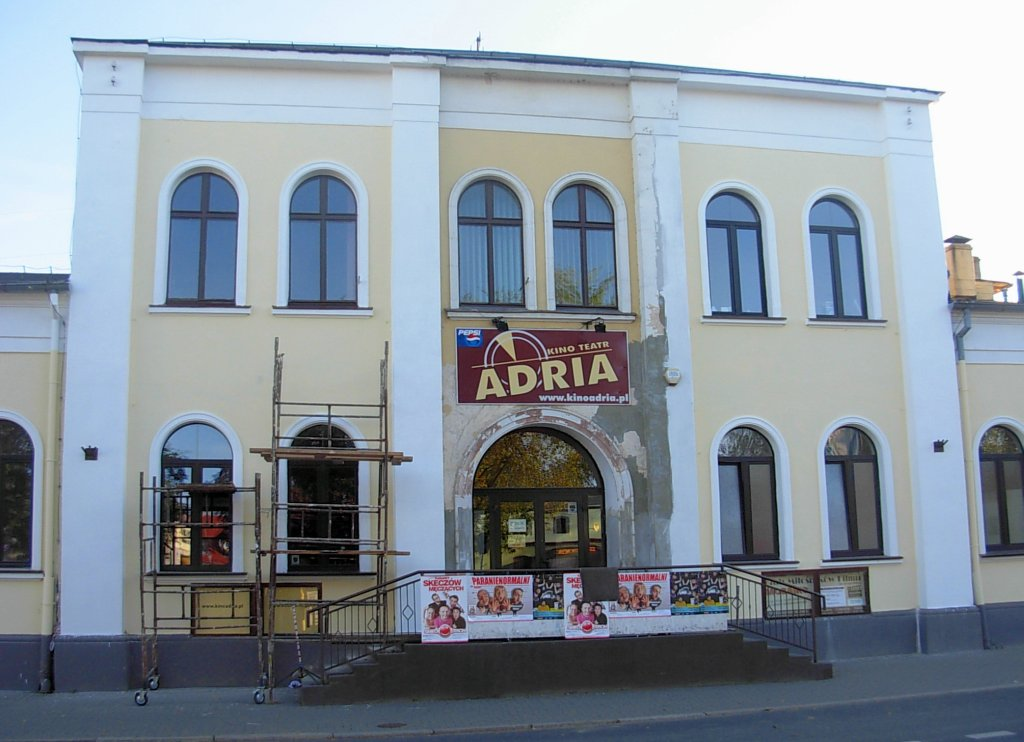
Wzniesiony w 1867 r. (przebudowany w 1903 r.) budynek główny Strzelnicy, w którym mieści się kino Adria

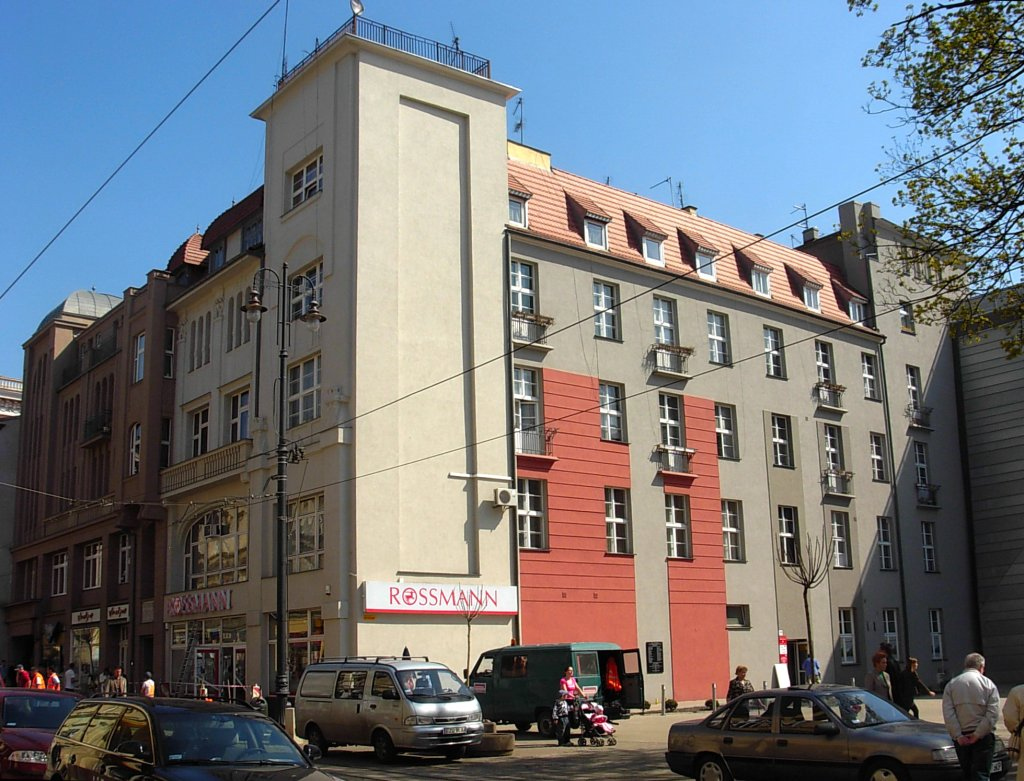
Kamienica Gdańska 10, w której od 1914 r. mieściło się kino „Kristal-Palast”, później „Pomorzanin”

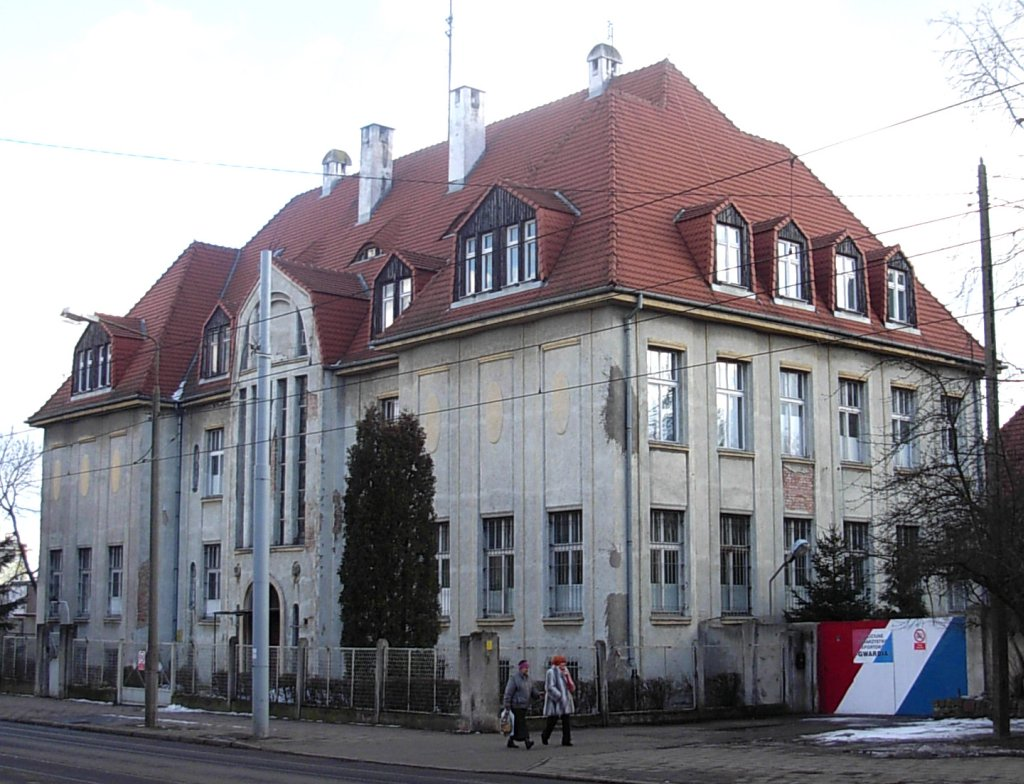
Budynek w którym do lat 60. XX w. mieściło się kino „Gwardia” w gestii Milicji Obywatelskiej

Kino i kinematografia obecne są w Bydgoszczy od początku XX wieku. W okresie największego rozkwitu popularności przybytków X Muzy, było ich 22, po czym liczba kin malała. W 2013 r. w Bydgoszczy znajdowały się trzy multipleksy i pięć kin kameralnych.

## Kina współczesne

### Multipleksy
- Multikino Bydgoszcz (10 sal, 2175 miejsc) – ul. Focha 48 Strona
- Cinema City (13 sal, 2261 miejsc) – Focus Mall ul. Jagiellońska 39-47 Strona
- Kino Helios (7 sal, 1133 miejsc) – Galeria Pomorska ul. Fordońska 141 Strona

### Kina kameralne
- Kinoteatr „Adria” (1 sala, 400 miejsc) – ul. Toruńska 30 Strona
- Kinoteatr „Pałac” – ul. Jagiellońska  27
- Kino Orzeł Miejskiego Centrum Kultury – ul. Marcinkowskiego 12 Strona
- Kinoteatr Klubu Inspektoratu Wsparcia Sił Zbrojnych – ul. Dwernickiego 1 dawna nazwa powoli zapominana Kinoteatr Klubu POW.(czyli Pomorskiego Okręgu Wojskowego)
- Kino Fordon – Dom Jubileuszowy CKK Wiatrak, otwarcie 2012 r.
- Kino Jeremi - ul. Generała Augusta Fieldorfa „Nila” 13
- Cafe Kino – ul. Długa 32 (kino-kawiarnia, seanse darmowe)[1]

### Kina plenerowe
- Kino Perła – seanse odbywają się w sezonie wakacyjnym od środy do niedzieli na leżakach przed Domem Mody Drukarnia[2]
- Kino LPM przed klubem Mózg – seanse odbywają się w czwartki w sezonie wakacyjnym[3]
- Blokada Filmowa - okazjonalne seanse plenerowe na najpiękniejszych ulicach Bydgoszczy, połączone z blokadą ruchu drogowego[4]

### Filmowe kluby dyskusyjne
- Klub Miłośników Filmu „Mozaika” im. Jerzego Orlicza – najstarszy w mieście dyskusyjny klub filmowy mieszczący się w kinie studyjnym „Adria” Strona
- DKF „Niespodzianka” – dyskusyjny klub filmowy w bydgoskim Pałacu Młodzieży
- Przestrzeń Filmowa – część Akademickiej Przestrzeni Kulturalnej Wyższej Szkoły Gospodarki w Bydgoszczy, koordynowana przez twórców Międzynarodowego Festiwalu Reportażu i Dokumentu Camera Obscura, mieści m.in. Dyskusyjny Klub Reportażu i Dokumentu Strona

### Statystyki
Według informacji z Głównego Urzędu Statystycznego w 2011 r. znajdowały się w Bydgoszczy 3 kina stałe ze 24 salami i miejscami w liczbie 5 tys. (8 miejsce w kraju) Wyświetlono 41 tys. seansów, które obejrzało 860 tys. widzów (9 miejsce w kraju).
| Lata | Liczba stałych kin w Bydgoszczy |
| ---- | ------------------------------- |
| 1908 | 1                               |
| 1911 | 5                               |
| 1920 | 4                               |
| 1938 | 8                               |
| 1940 | 5                               |
| 1945 | 5                               |
| 1950 | 8                               |
| 1965 | 22                              |
| 1970 | 17                              |
| 1995 | 5                               |
| 2001 | 5                               |
| 2010 | 3                               |
| 2012 | 4                               |

## Historia kin w Bydgoszczy

### Początki 1889-1920
Protoplastą bydgoskich instytucji filmowych była „Kaiser Panorama” usytuowana przy ul. Focha 32 (1889-1920). Demonstrowano w niej ruchome fotografie (fotoplastykon), mające charakter krajoznawczy. Od 1897 r. w bydgoskich kompleksach rozrywkowych (ogrody Patzera) pojawiali się wędrowni kinematografiści Pionierami upowszechniania kinematografii byli Polacy, gdyż pruskie kręgi urzędnicze odnosiły się początkowo z niechęcią lub obojętnością do nowej sztuki.
Od 1902 r. miały miejsce spektakle „żywych obrazów” w lokalach. W 1908 roku polski pionier kin na terenie bydgoskim Wacław Szkaradkiewicz otworzył na zapleczu posesji przy ul. Gdańskiej 34/36 kino pod nazwą „Moderne Theater”, a przez Polaków nazywany „Nowomodnym Teatrem Żywych Fotografii”. Jednorazowo mieścił 130-osobową widownię, a oprawę muzyczną projekcji stanowiły koncerty na klawikordzie, fortepianie, skrzypcach i harmonii. Wspólnikami Szkaradkiewicza byli  przedsiębiorcy niemieccy. Prezentowano filmy dokumentalne (obrazy natury), migawki reporterskie ze świata polityki, a przede wszystkim filmy fabularne, rozrywkowe.
W październiku 1909 r. Hans Meinhardt będący właścicielem Kasyna Cywilnego otworzył  drugie w kolejności bydgoskie kino przy ul. Gdańskiej 19 zwane „Teatr Centralny Apollo”. W tym samym czasie Wacław Szkaradkiewicz przeniósł swoje kino do byłej remizy strażackiej na zapleczu ul. Gdańskiej 19, nazywając je „Colloseum” (później „Bałtyk”). W grudniu 1909 r. pokazano w nim pierwszą rodzimą produkcję filmową pt. „Odwiedziny w Bydgoszczy”.
Na początku roku 1910 były w Bydgoszczy już trzy miejsca, w których odbywały się projekcje filmowe: „Colosseum”, „Apollo”, oraz „Victoria” przy ul. Dworcowej 35. W roku 1911 dołączyły do nich kolejno: „Kino-Salon” przy ul. Gdańskiej 16/17 (1911-1913), położony przy ul. Pomorskiej 12 „Kaiser Bioscope” oraz w hotelu Moritza przy ul. Podgórnej „Bromberger Lichtspiele”. Największym z ówczesnych kin było „Colosseum”, kierowane przez spółkę Szkaradkiewicza z 360 miejscami na widowni. W 1913 r. otworzył on kolejną salę kinową na 450 miejsc z balkonem i lożami przy ul. Gdańskiej 15, nazywając ją „Union-Theater”. Na inaugurację pokazano tam po raz pierwszy w Bydgoszczy dzieło „Quo vadis” Henryka Sienkiewicza. W 1913 r. otwarto „Kammer-Lichtspiele” (700 miejsc) przy ul. Mostowej 5, a w 1914 r. „Kristall-Palast” przy ul. Gdańskiej 10 (750 miejsc, późniejszy „Pomorzanin”). W kolejnych latach powstawały także kina letnie, np. nad Brdą, z których korzystali marynarze Bydgoskiego Towarzystwa Żeglugowego.
Do wybuchu I wojny światowej istniały w Bydgoszczy następujące stałe kina: 
- „Colosseum” – ul. Gdańska 19,
- „Union Theater” – ul. Gdańska 15,
- „Kristall-Palast” – ul. Gdańska 10,
- „Kammer-Lichtspiele” – ul. Mostowa 5,
- „Bromberger Lichtsplele” – ul. Podgórna.

Inne placówki wcześniej zakończyły działalność. Przedstawienia filmowe oferował także teatr „Concordia” przy ul. Jagiellońskiej, a także istniały sceny sezonowe i letnie, np. w ogrodach Patzera przy ul. św. Trójcy. 29 maja 1919 r. w sali restauracji „Pod Lwem” przy ul. Focha zainaugurowało działalność kino „Metropol”.
Po wybuchu I wojny światowej dużą część repertuaru w kinach zajmowały wojenne filmy dokumentalne o wydźwięku propagandowym. Do 1920 roku repertuar kin składał się niemal wyłącznie z filmów niemieckich, podobnie niemieckie były napisy międzyujęciowe. Z tego powodu wśród Polaków większym aniżeli kino powodzeniem cieszyły się przedstawienia amatorskie, koncerty i ruch śpiewaczy. Dopiero 2 grudnia 1919 roku w kinie Wacława Szkaradkiewicza wyświetlono pierwszy film z polskimi napisami pt. „Karnawał zmarłych”. W 1920 r. w Bydgoszczy istniały cztery stałe kina, z tego jedno („Union Theater”) w rękach polskich.

### Kino nieme 1920–1929
Po przejściu Bydgoszczy do odrodzonego państwa polskiego, projektornie zostały przejęte względnie wykupione przez Polaków oraz zmieniły się ich nazwy: 
- „Kristall-Palast” → „Kristal“ (ul. Gdańska 10),
- „Kammer-Lichtspiele” → „Nowości“ (ul. Mostowa 5),
- „Union Theater” → „Marysieńka” (ul. Gdańska 15),
- „Colosseum” → „Corso” (ul. Gdańska 19).

Od 1920 r. nastąpiła zmiana repertuaru bydgoskich kin – pojawiły się filmy amerykańskie, francuskie, a od 1921 r. wszystkie kina wyświetlały już filmy z polskimi napisami międzyujęciowymi. Rok później wyświetlano regularnie polskie filmy fabularne, choć nadal szczególną pozycję zajmowała produkcja niemiecka. Z Bydgoszczą przez pewien czas związane były losy gwiazdy filmowej międzynarodowego formatu – Poli Negri, która wykupiła tu dla swej matki kamienicę przy ul. Zamojskiego 21. W czasie wizyt aktorki w mieście, właściciele kin specjalnie sprowadzali filmy z jej udziałem, które zyskiwały sporą frekwencję.
W latach 1921–1922 istniało kino wojskowe „Orzeł” przy ul. Jagiellońskiej, w którym zaprezentowano m.in. dwa filmy lokalnej wytwórni „Polonia Film”. Pokazów własnych produkcji tej wytwórni dokonywał również jej właściciel Maksymilian Hauschild w „Kino-Ogrodzie” znajdującym się przy ul. Dworcowej 35/37.
W 1929 r. otwarto przy ul. Krasińskiego nowe, reprezentacyjne kino o nazwie „Paw” (800 miejsc) oraz kino „Oko” (600 miejsc) przy ul. Marcinkowskiego, w którym organizowano również występy rewiowe i kabaretowe. Kina istniały również poza centrum miasta. Należała do nich „Bajka”, później „Odrodzenie” (1927-1933) przy ul. Miedza na Wilczaku, prowadzone przez radę parafialną kościoła św. Trójcy, kino „Słońce” w kompleksie Patzera, kino Wojskowe przy ul. Sowińskiego i inne. Ich repertuar z biegiem czasu stawał się coraz bardziej rozrywkowy. W latach 20. animowano również kulturę filmową w środowiskach szkolnych, upatrując w niej szansy na nowy sposób edukowania młodzieży. Produkcjom oświatowym przysługiwała ochrona prawna instytucji państwowych.
Filmy dla młodzieży szkolnej poruszające zagadnienia przyrody, zoologii, botaniki, fizyki, astronomii, krajoznawstwa, bądź też techniki nowoczesnej wyświetlały kina prywatne, np. „Nowości”, „Kristal” i „Corso”, lecz przede wszystkim była to domena specjalnie utworzonych kin szkolnych. Pierwszy obiekt tego typu w Bydgoszczy utworzono w 1923 r. w Męskiej Szkole Wydziałowej przy ul. Konarskiego. W 1929 r. wyświetlono w nim własny film pt. „Życie bydgoskich szkół wydziałowych”. W latach 1922–1930 niemieckojęzyczne filmy edukacyjne i fabularne prezentowała także we własnej sali kinowej Deutsche Bühne. Kino oświatowe zaprzestało swej działalności w latach 30., w epoce kina dźwiękowego.
Do czasu wprowadzenia aparatury dźwiękowej, w Bydgoszczy działało 8 kin repertuarowych: „Kristal” „Nowości”, „Liberty”, „Marysieńka”, „Corso”, „Odrodzenie”, Wojskowe, „Paw” i „Oko”. Obok nich kilka innych instytucji, najczęściej prywatnych, organizowało projekcje filmowe sezonowo bądź incydentalnie. Rekordowym pod względem sprzedanych biletów był rok 1928, w którym Bydgoszczanie wykupili 1 mln wejściówek. Na tle całościowego oblicza kulturalno-społecznego miasta, kinematografia stanowiła liczącą się sferę, popularniejszą od bydgoskich teatrów (Miejskiego i Niemieckiego) oraz innych instytucji kulturalnych (muzeum, książnica).

### Kino dźwiękowe 1930–1939
Od 1930 r. rewolucją w kinach było wprowadzenie dźwięku. Początkowo dochodził zza sceny z płyt, potem z taśmy. Ten etap przysporzył kłopotów właścicielom kin, gdyż konieczne było nabycie drogiej aparatury. W związku z tym liczba kin zmniejszyła się, a pozostały obiekty najpopularniejsze i najzasobniejsze. W roku 1930 w Bydgoszczy działały 3 kina dźwiękowe - „Nowości”, „Kristal” i „Marysieńka”. Pozostałych: „Corsa”, „Oka”, „Apolla”, „Odrodzenia” i „Wojskowego” przez długi czas nie stać było na instalację kosztownej aparatury. Zresztą dla niektórych z nich prezentacje filmowe stanowiły tylko część repertuaru. Proces udźwiękowiania kin trwał przez pierwszą połowę lat 30. W 1933 r. udźwiękowiono kina „Apollo” i „Rewia”.
Skutkiem kryzysu ekonomicznego była spadająca frekwencja w kinach oraz zubożenie repertuaru. Mimo to żadne z liczących się kin nie zostało zlikwidowane. Ponadto w Bydgoszczy powstały dwa znane w regionie biura kinematograficzne „Ekran” przy ul. Dworcowej 57 i „Rexfilm” przy Jagiellońskiej 12.
W repertuarze kin przeważała produkcja zachodnia, ale nieliczne filmy polskie cieszyły się równie dużą popularnością. Preferowano te tytuły, w których występowali miejscowi aktorzy.
Należały do nich m.in. dzieła: „Krwawy wschód” w reż. Jana Nowiny-Przybylskiego, w którym wystąpiła bydgoska aktorka Ola Obarska, czy „Przeor Kordecki, obrońca Częstochowy” z udziałem Liii Zielińskiej i Heleny Grossówny. Przy okazji premiery „Pana Twardowskiego” zaproszono odtwórcę tytułowej roli Franciszka Brodniewicza, który filmową karierę rozpoczynał w Bydgoszczy w  wytwórni „Polonia Film”. Wizyty gwiazd ekranu podczas premier były zwyczajem powszechnym. Autografy między seansami rozdawali m.in. Mariusz Maszyński, Witold Conti, Adolf Dymsza, Eugeniusz Bodo.
W latach 30. nastąpiła zmiana właścicieli i nazw wielu kin.
- „Cristal” (ul. Gdańska 10) – największe kino bydgoskie;
- „Paw” → od 1931 r. „Apollo” (ul. Krasińskiego) – drugie co do wielkości w mieście;
- „Corso” → od 1932 r. „Bałtyk” (ul. Gdańska 25) – odbywały się tu również walki zapaśnicze z udziałem międzynarodowych gwiazd tej dyscypliny;
- „Oko” → „Rewia” → od 1937 r. „Kapitol” (ul. Marcinkowskiego 4) – oprócz seansów organizowano tu występy estradowe;
- „Nowości” → od 1933 r. „Adria” → od 1938 r. „Lido” (ul. Mostowa 9) – w latach 1933-1938 jego właścicielem był Żyd Helmut Jachmann, stąd w okresie nasilenia się antysemityzmu bojkotowano w nim seanse;
- „Marysieńka” (ul. Gdańska 21);
- „Odrodzenie” → od 1935 r. „Bajka” (ul. Miedza) – istniało do 1936 r.
- „Słońce” → od 1934 r. „Muza” (ul. św. Trójcy) – założone w 1933 r. kino z widownią na 450 miejsc, w dawnym kompleksie Patzera,
- „Kino Popularne” misjonarzy św. Wincentego a Paulo (al. Ossolińskich) – istniejące tylko w 1934 r. prezentowało filmy konfesyjne, potem także fabularne i rozrywkowe
- kino 62 Pułku Piechoty (ul. Sowińskiego) – dostępne dla cywilów.

W dwudziestoleciu międzywojennym każdą projekcję poprzedzała szeroko rozprowadzana reklama przy pomocy plakatów, ulotek i ogłoszeń w prasie. W kinach sprzedawano także bilety na miejsca stojące. Do filmów, które cieszyły się największą popularnością w ostatnich latach przed II wojną światową, należały: „Ta, która nie tańczy”, „Quo vadis”, „Czterech jeźdźców Apokalipsy”, „Fontanna miłości”, „Ponad życiem”, „Ślubowanie”, „Władczyni świata”, „Znachor”, „Profesor Wilczur”, „Zapomniana melodia”, „Pani minister tańczy”, „Biały Murzyn”.

### Lata okupacji
Podczas okupacji niemieckiej zmniejszono liczbę i zmieniono nazwy kin. Czynnych było pięć przybytków X Muzy:
- „Ufa Westpressen” (dawny „Cristal”, ul. Gdańska 10)
- „Bidegast” (dawny „Apollo”, ul. Krasińskiego)
- „Brahe-Filmtheater I” (dawna „Marysieńka”, ul. Gdańska)
- „Brahe-Filmtheater II” (dawny „Bałtyk”, ul. Gdańska)
- „Capitol” (dawny „Kapitol”, ul. Marcinkowskiego)

W listopadzie 1939 r. w kinie „Ufa Westpressen” przemówienie wygłosił minister propagandy III Rzeszy Joseph Goebbels, formułując wytyczne dla polityki eksterminacyjnej wobec miejscowej ludności polskiej.
W 1940 r. związku z wyburzeniem wschodniej pierzei ul. Mostowej z tzw. domem Jachmanna, likwidacji uległo kino „Lido”. Po usunięciu tego gmachu Niemcy zaprojektowali postawienie przy ul. Mostowej reprezentacyjnego kina „Ufa-Palast”. Latem 1944 r., kiedy wysyłano na front nawet ludzi z zespołu teatralnego, zdecydowano się na otwarcie w Teatrze Miejskim kinoteatru. Wykorzystano przy tym  aparaturę zdobytą pod Leningradem. Administratorem bydgoskich kin był do lipca 1944 roku Lui Longo, Niemiec bałtycki, członek NSDAP.
We wszystkich kinach bydgoskich w okresie II wojny światowej wyświetlano wyłącznie filmy niemieckie, głównie propagandowe. Kina były dla Polaków dozwolone, z wyłączeniem seansów wieczornych. Podobnie jednak, jak w innych miejscowościach, obowiązywał bojkot, z uwagi na repertuar wyłącznie niemiecki.

### Okres 1945–1956
Po II wojnie światowej kina były pierwszymi instytucjami kulturalnymi, które rozpoczęły działalność. W pierwszych dniach wolności wykorzystywano je do organizowania wieców, podczas których przedstawiano zasady ustroju Polski Ludowej, opowiadano się za przyjaźnią polsko-radziecką i polsko-czechosłowacką. Wyświetlanie filmów rozpoczęto w lutym 1945 r. We wszystkich kinach bydgoskich wyświetlano w tym czasie filmy radzieckie i przedwojenne filmy polskie. W pierwszych miesiącach po wojnie frekwencja w kinach wynosiła zawsze 100%, przy czym sprzedawano dodatkowo dużą liczbę miejsc stojących.
Statystyka filmów, wyświetlanych we wszystkich kinach bydgoskich w latach 1945–1950 przedstawia się następująco: 497 pozycji, w tym czasie 43 filmy polskie, 181 radzieckich, 98 amerykańskich, 52 francuskie, 40 angielskich, 34 czechosłowackie. W okresie 1949–1956 wyświetlano już prawie wyłącznie filmy radzieckie.
Wszystkie kina, podobnie jak kinematografia zostały upaństwowione już w 1945 r. Bydgoszcz wybrano wówczas na siedzibę okręgu Przedsiębiorstwa Państwowego „Film Polski”, obejmującego Pilskie, Toruńskie, Włocławskie, Olsztyńskie i Gdańskie, a w 1950 r. ulokowano tu dodatkowo Ekspozyturę Centrali Wynajmu Filmów.
W 1945 r. funkcjonowały następujące kina: 
- „Pomorzanin” (ul. Gdańska 10),
- „Polonia” (ul. Krasińskiego),
- „Orzeł” (ul. Marcinkowskiego),
- „Wolność” (ul. Gdańska 21,  później nazwane „Awangarda”)
- „Bałtyk” (ul. Gdańska 25)

Powstały także kina niedostępne dla ogółu społeczeństwa:
- Kino dla działaczy PZPR – w budynku Resursy Kupieckiej przy ul. Jagiellońskiej (potem w tzw. „harmonijce”)
- Kino „Gwardia” – dla Milicji Obywatelskiej przy ul. Chodkiewicza.
- Kino Urzędu Wojewódzkiego – w siedzibie Urzędu przy ul. Jagiellońskiej, z kabiną na zewnątrz od strony parku Kazimierza Wielkiego[7].

W 1947 r. przy ul. Śniadeckich 23, w dawnym zborze ewangelickim utworzono kino „Gryf” (280 miejsc z balkonem), które użytkował  Wojewódzki Zarząd Kin. W 1948 utworzono kino ogrodowe „Bagatela” (w miejscu późniejszego Domu Towarowego „Rywal”), a w 1950 roku kino „Rozmaitości” na III peronie dworca PKP Bydgoszcz Główna, w którym wyświetlano filmy krótkometrażowe dla podróżnych. Oprócz kin stałych dysponowano także kinami ruchomymi. W lutym 1945 było ich trzy, potem ich liczba systematycznie wzrastała. W Fordonie zaadaptowano starą synagogę, w której Niemcy w czasie okupacji urządzili kino. Przemianowano je na kino „Robotnik”.
Począwszy od 1946 r. zaczęto także w sposób zorganizowany upowszechniać filmy oświatowe, które wyświetlano w zaadaptowanych aulach, klasach i świetlicach szkolnych. W 1947 r. 6 kin bydgoskich odwiedziło 1,3 mln widzów, a w połowie lat 50. - 2,5 mln.

### Okres 1957-1989
W okresie, który nastąpił po odwilży października 1956, zaczęły powstawać nowe kina. Ich popularyzacji służyły nowości, jak poszerzony ekran (panorama) oraz filmy w kolorze. Do nowo otwartych obiektów należały m.in.:
- „Kinoteatr” – przy ul. Dwernickiego, podlegający Pomorskiemu Okręgowi Wojskowemu, posiadał największą liczbę miejsc spośród kin bydgoskich
- „Chemik” – w Łęgnowie, powiązane z Zakładami Chemicznymi „Zachem”,
- „Lotnik” – przy ul. Szubińskiej, własność jednostki lotniczej,
- „Mir” – przy ul. Grunwaldzkiej, dla mieszkańców Okola;
- „Słońce” – w ogródkach działkowych przy ul. ks. Skorupki,
- „Mimoza” – przy ul. Dolina, w ogródkach działkowych, prowadzone przez radę zakładową Centrali Wynajmu Filmów,
- „Milenium” – w ogródkach działkowych „Zachemu” na Kapuściskach (istniało krótko)
- „Brda” – przy ul. Fordońskiej należące do rady zakładowej Fabryki Sklejek (istniało krótko),
- „Przyjaźń”, potem „Brda” – przy ul. Saperów na Jachcicach,
- „Muza” – przy ul. Solnej,
- „Adria” – w budynku dawnej Strzelnicy przy ul. Toruńskiej, należące do Wojewódzkiego Domu Kultury,
- kino Pałacu Młodzieży – przy ul. Jagiellońskiej,
- „Milenium” – przy ul. Chemicznej, przemianowane na Teatr Rozrywki.
- „Młodość” – w pokoju mieszkania przy ul. Baczyńskiego na osiedlu Kapuściska

W czerwcu 1975 roku w Leśnym Parku Kultury i Wypoczynku w Myślęcinku otwarto pierwsze w mieście kino samochodowe. Wyświetlano także filmy w kinach letnich, m.in. w muszli koncertowej w parku Ludowym.
Nowym nurtem w upowszechnianiu filmów, adresowanym do wyrobionych widzów była działalność Dyskusyjnych Klubów Filmowych. Grupa entuzjastów doprowadziła do założenia w 1957 r. dwóch tego typu jednostek w Bydgoszczy: DKF „Mozaika” (związanego ze środowiskiem medycznym) i „Rondo” (związanego z Pomorskim Okręgiem Wojskowym). Główną formą pracy klubu, mieszczącego się w filii kina „Orzeł” przy ul. Marcinkowskiego było wyświetlanie filmów w cyklach tematycznych, spotkania z twórcami filmowymi, wieczory dyskusyjne, a od 1968 r. prowadzenie plebiscytu na najlepszy film roku. W 1980 r. było w Bydgoszczy 16 DKF, funkcjonujących przy: Pałacu Młodzieży, uczelniach i przedsiębiorstwach.
Liczba kin w Bydgoszczy zwiększała się w latach 60. osiągając maksymalnie liczbę 22 tego typu obiektów. Począwszy od lat 70. zaczęła maleć, czego powodem był m.in. rozwój telewizji. Według stanu na 1970 r. istniało w mieście 17 kin, w tym 8 tzw. społecznych. Największą liczbą miejsc dysponował „Pomorzanin” (601), a najmniejszą „Młodość” (84).

### Okres 1990-2002
Począwszy od przełomu lat 80. i 90. następował spadek frekwencji w kinach, co było spowodowane rozwojem telewizji z ogromną liczbą emitowanych filmów, a później techniki wideo. Zjawiska te spowodowały masową likwidację przybytków X Muzy, m.in. „Gryf” zamieniono na sklep wielobranżowy, a „Awangardę” na bank. W latach 90. zlikwidowano także „Mir”, kina dzielnicowe oraz ogrodowe (działkowe). Przykładem upadku kin w nowej epoce był najstarszy w mieście kinoteatr „Bałtyk”. Jeszcze na początku lat 90. wyświetlano w nim filmy repertuarowe, później stał się wypożyczalnią kaset video, barem, a ostatecznie przekształcił się w sklep odzieżowy.
Od połowy lat 90. istniało w Bydgoszczy pięć kin, które zaspokajały popyt na tego typu rozrywkę.

### Okres po 2002
W 2001 r. zbudowano w Bydgoszczy pierwszy multipleks – Multikino przy ul. Focha (otwarcie miało miejsce w kwietniu 2002). Obecność kina wielosalowego spowodowała stopniowy upadek kin tradycyjnych. Zaprzestały działalności: „Pomorzanin” (ostatni seans 29 czerwca 2003), „Polonia” (ostatni seans 31 marca 2003) i „Orzeł” (zakończyło działalność w październiku 2002), utrzymała się „Adria” i kilka innych, działających okresowo (kinoteatr POW, kino Pałac Młodzieży).
W 2007 r. zbudowano w centrum handlowym Focus Mall kolejny multipleks należący do Cinema City (otwarcie miało miejsce w kwietniu 2008), a 17 marca 2012 r. oddano do użytku nowe kino studyjne w Miejskim Centrum Kultury przy ul. Marcinkowskiego, co oznaczało faktyczną reaktywację kina „Orzeł”. Nowa sala kinowa powstała również w Centrum Kultury Katolickiej „Wiatrak” w Fordonie. W grudniu 2012 r. oddano do użytku multipleks Helios w Galerii Pomorskiej.

## Historia produkcji filmowych w Bydgoszczy

### Okres 1908–1939
Przed 1920 rokiem w Bydgoszczy, znajdującej się wówczas pod zaborem pruskim zrealizowano stosunkowo niewiele obrazów filmowych. Były to skromne produkcje (obrazy z Bydgoszczy, otwarcie wystawy ogrodniczej, przemarsz gimnazjalistów itp.), które wyświetlano na bieżąco w bydgoskich kinach.
Po odzyskaniu niepodległości w 1921 r. pierwsze filmy dokumentalne, przeznaczone do prezentacji w bydgoskich kinach nakręcił Wacław Szkaradkiewicz oraz Henryk Maller, który w lipcu 1921 roku sfilmował m.in. regaty na torze regatowym w Brdyujściu. W tym czasie z Bydgoszczą związał się Maksymilian Hauschild, berlińczyk przybyły z Gdańska, mający doświadczenie producenta filmowego. Założył on w 1921 r. wytwórnię „Polonia Film”, która stała się jednym z najaktywniejszych prowincjonalnych przedsiębiorstw tego typu w ówczesnej Polsce. Pierwszą dużą ekranizacją był dramat Aleksandra Puszkina „Borys Godunow”, pod tytułem „Car Dymitr Samozwaniec”. Obsada aktorska pochodziła z Teatru Miejskiego i Deutsche Bühne, a kadry kręcono głównie w Bydgoszczy. Główną rolę grał Józef Karbowski – późniejszy dyrektor Teatru bydgoskiego, a także m.in. Franciszek Brodniewicz. Film ten po premierze w Bydgoszczy, wyświetlano m.in. w Warszawie. W kolejnych latach powstały filmy, przeznaczone głównie na rynek niemiecki: „Ostatni człowiek”, „Diabelski most” i inne. Wytwórnia produkowała obrazy historyczne, dramaty, farsy oraz filmy dokumentalno-naukowe. W 1922 r. „Polonia-film” stała się również instytucją rozrywkową. Ostatnim dużym przedsięwzięciem produkcyjnym Hauschilda był zrealizowany latem 1922 roku dramat „Gabby złote łóżko”, po czym przeniósł się do Warszawy, a oskarżony o szpiegostwo wrócił do Niemiec.
Latem 1925 roku Bydgoszcz odwiedziła ekipa wytwórni „Sfinks” realizująca jeden z największych sukcesów kasowych polskiego kina niemego: „Trędowatą” według powieści Heleny Mniszkówny. Jako miejsce jednego z plenerów, obok Wilanowa i Natolina, wybrano Zespół pałacowo-parkowy w Ostromecku, należący wówczas do rodziny Avenslebenów.
W maju 1928 roku zarejestrowano firmę „Dworkowski-Film”, której właścicielem był Władysław Dworkowski, określany w prasie ogólnopolskiej mianem wielkopolskiego magnata filmowego. Pierwszym z obrazów wytwórni był dramat „Magdalena”, wyreżyserowany przez Konstantego Meglickiego, potem „Z dnia na dzień”, osnuty na tle wydarzeń wojny polsko-bolszewickiej. Film ten cieszył się powodzeniem w Polsce, Niemczech i Francji. Trzecim przedsięwzięciem Dworkowskiego była współprodukcja polsko-niemiecka dźwiękowego filmu „Burza nad Zakopanem”, w którym jedną z ról kobiecych odgrywała bydgoska aktorka Ola Obarska. Końcem dobrze zapowiadającej się kariery wytwórni było bankructwo jej właściciela.
Bydgoszcz była także miejscem produkcji filmów dokumentalnych. W 1924 r. „Patzer-Film”,  zrealizowała obszerną relację z pobytu w Bydgoszczy prezydenta RP Stanisława Wojciechowskiego oraz szereg obrazów z działalności ważniejszych bydgoskich przedsiębiorstw (filmy: „Fabryka Konserw Mięsnych Blumwe-Lohnert”, „Browary Bydgoskie”, „Walne zebranie Towarzystwa Restauratorów”). Epilogiem działalności tej wytwórni były dokumentalne zdjęcia relacjonujące „Wyścigi automobilowe i motocyklowe urządzone przez Klub Automobilowy w Osowej Górze pod Bydgoszczą”. Wytwórnie pozabydgoskie w latach 1929–1930 nakręciły m.in. powitanie Prezydenta RP Ignacego Mościckiego w Bydgoszczy, a także 30-minutowy obraz zatytułowany „Cała Bydgoszcz i jej mieszkańcy na ekranie”. Najchętniej filmowanymi tematami z miasta były imprezy sportowe: Mistrzostwa Europy w wioślarstwie na torze regatowym w Brdyujściu, wyścigi konne itp. Przedsięwzięciem własnym był 10-minutowy dokument „Życie bydgoskich szkół wydziałowych” z 1928 r.

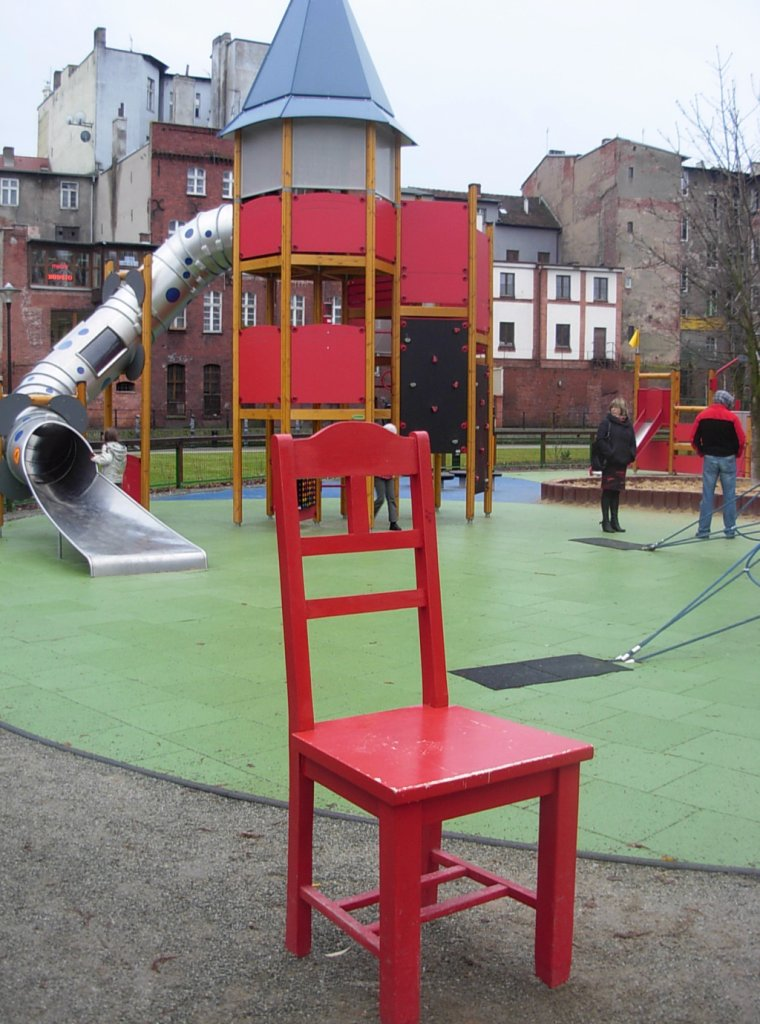
„Magiczne krzesło” na Wyspie Młyńskiej ustawione na pamiątkę filmu Magiczne drzewo (2009) w reż. Andrzeja Maleszki

W latach 30. realizowano w Bydgoszczy tylko filmy dokumentalne. W 1933 r. ekipa ekspedycja filmowa pod kierunkiem Henryka Vlassaka zrealizowała film zatytułowany „Bydgoszcz – polska Wenecja”. Scenariusz napisany przez Janusza Musialika, podporządkowany był wymogom promocyjnym miejscowego przemysłu i magistratu. Przewidywał prezentację trzech części: obrazów z życia miasta, miejscowej infrastruktury przemysłowej oraz instytucji kulturalnych i rozrywkowych. Film w ostatecznej wersji został udźwiękowiony i pokazywany był jako dodatek programowy w kinach na terenie całej Wielkopolski i Pomorza. W kolejnych latach w miejscowych kinach pokazywano także szereg innych filmów dokumentalnych i reklamowych, w których tłem były bydgoskie ulice i przedsiębiorstwa. We wrześniu 1937 roku zespół Polskiej Agencji Telegraficznej zrealizował reportaż z pomorskich międzydywizyjnych manewrów wojskowych w Bydgoszczy. Na taśmie zarejestrowano fragmenty ćwiczeń i kończącą przedsięwzięcie defiladę w Bydgoszczy z udziałem marszałka Edwarda Rydza-Śmigłego. Ostatnim filmem nakręconym przed II wojną światową w Bydgoszczy była relacja z międzynarodowego spływu kajakowego Brdą na trasie Charzykowy-Bydgoszcz latem 1938 roku (film barwny). W sumie w latach 1909–1939 wyprodukowano w Bydgoszczy 25 filmów dokumentalnych i blisko 10 fabularnych”.

### II wojna światowa
W czasie wojny Niemcy nakręcili w Bydgoszczy kilka scen i obrazów miasta, które zamieszono w propagandowej kronice Die Deutsche Wochenschau.

### Okres po II wojnie światowej
Powojenna amatorska sztuka filmowa w Bydgoszczy rozwinęła się filii Spółdzielczego Amatorskiego Klubu Filmowego „Jupiter”. Pierwszy film pt. „Migawki bydgoskie” wyświetlono w 1955 r. W dorobku lat późniejszych znalazło się wiele filmów interesujących artystycznie, m.in.: „Po obu stronach rampy” – obraz poświęcony aktorce bydgoskiej Natalii Morozowiczowej, „Pana nie ma w domu” – traktujący o Leonie Wyczółkowskim i inne. Materiały z Bydgoszczy wielokrotnie zamieszczano w Polskiej Kronice Filmowej. Zrealizowano też wiele filmów dokumentalnych oraz fabularnych. Do bardziej znanych, które zrealizowano w całości lub części w Bydgoszczy należały: 
- Sąsiedzi (1968) – film fabularny w reż. Aleksandra Ścibora-Rylskiego opowiadający o krwawej niedzieli w Bydgoszczy w pierwszych dniach wojny; sceny kręcono w centrum miasta (pl. Wolności, Wełniany Rynek) oraz nad Brdą.
- Czterej pancerni i pies (1969) – Bydgoszcz była tłem dla czterech odcinków serialu (IX - Zamiana, XIV - Czerwona seria, XV - Wysoka fala, XVI - Daleki patrol); w odcinku „Wysoka fala” grała niemieckie miasto Ritzen, które zostało zalane po brawurowej akcji Gustlika; zdjęcia kręcono m.in. na Wyspie Młyńskiej, Brdzie, Młynówce, na śluzie Okole, Rybim Rynku, ul. Malczewskiego, w dawnym porcie drzewnym w pobliżu Brdyujścia.
- Wśród nocnej ciszy (1978) – kryminał psychologiczny w reż. Tadeusza Chmielewskiego; zdjęcia kręcono m.in. na Wyspie Młyńskiej i na bulwarach nad Brdą
- Egzamin z życia (2008) – serial, którego sceny kręcono w Bydgoszczy
- Magiczne drzewo (2009) – film dla dzieci Andrzeja Maleszki; główni bohaterowie, których grają m.in. Agnieszka Grochowska i Andrzej Chyra mieszkają w jednej z kamienic na bydgoskiej Wenecji, która w ostatniej scenie odrywa się od ziemi i lata nad miastem; zdjęcia kręcono na Wyspie Młyńskiej, Rybim Rynku, ulicy Mostowej, Gdańskiej oraz m.in. przy hali Łuczniczka; film zdobył nagrody na wielu festiwalach;
- Prawo Agaty – serial TVN z tytułową rolą  Agnieszki Dygant.
- Morderstwo w Filharmonii - film kręcony w 2025 r. m.in. w Filharmonii Pomorskiej.[31]